# Top FM
Top FM fue una estación radial chilena, propiedad de 13 Radios, que emitió en el 103.3 MHz del dial FM en Santiago de Chile desde el 19 de marzo de 2013 hasta finales de 2014. A partir de entonces solo emitió por su señal en línea, hasta mayo de 2017.

## Historia
El 1 de marzo de 2013, a través de una columna en el Diario Pulso, se dio a conocer que Radiodifusión SpA, perteneciente al holding Canal 13 controlado por el Grupo Luksic, adquirió las radios Oasis y Horizonte a Comunicaciones Horizonte, propiedad del locutor y empresario radial Julián García-Reyes. Dicha compra incluía el fin de las emisiones de la última, lo que se concretó a la medianoche del 19 de marzo. 
La radio inicio transmisiones a la medianoche del 19 de marzo de 2013 con la canción «Stop» de Erasure y trasmitió una marcha blanca musical hasta el viernes 22 cuándo inicio su programación en vivo. Desde su inicio hasta su final, la radio nunca pudo despegar en los índices de audiencia principalmente por su propuesta radial, que se podría encontrar en otras emisoras no resultando novedosa y por las fuertes críticas que generó haber reemplazado a Radio Horizonte, que en el minuto de su cierre, poseía buenos números comerciales y una audiencia de nicho que le permitía seguir al aire.  
El 12 de diciembre de 2014 se anunció que Top FM cerraría debido a sus bajos resultados de audiencia. La radio puso término a toda su programación de corte diario en vivo el 31 de diciembre de 2014.
Desde marzo de 2015, 13 Radios licenció la operación y marcas comerciales de Top FM y Horizonte a Mediastream,[cita requerida] las cuales pasaron a ser una señal en línea. Desde el 21 de abril de 2015 a la medianoche, fue reemplazada en el dial de Santiago y todas sus frecuencias a lo largo del país por la señal informativa a cargo del departamento de prensa de Canal 13, T13 Radio.
En marzo de 2016 las marcas Horizonte y Top FM vuelven a ser propiedad de Canal 13, luego de haberse licenciado a Mediastream hace casi un año. Para aquella ocasión a emisora (luego de casi un año sin cambios) sufrió un reajuste tanto en la música y en su página web, como en sus redes sociales, renovándose su página web a un estilo más fresco y mejor. En tanto a la música, se le renovó su parrilla musical (sigue exponiendo el género pop) y además se le incorporaron identidades y continuidades (cuñas) a cargo de su antigua voz en off Jaime Espinoza López.
En mayo de 2017 Top FM y Radio Horizonte sorpresivamente dejan de emitir sus señales.

## Locutores
- Jaime Espinoza López (voz Institucional)
- Julio Stark
- Cristián "Chico" Pérez
- Martín Cárcamo
- Francisca Opazo
- Gonzalo Muñoz Lerner
- Manu González (2014)

## Eslóganes
- Marzo-agosto de 2013: Tus éxitos de cada día
- Agosto de 2013-marzo de 2014: El mejor pop de tu vida
- Marzo de 2014-febrero de 2015: Tu lado pop

## Frecuencias anteriores
- 105.7 MHz (Arica); hoy Radio Charanga Latina, sin relación con RDF Media.
- 106.1 MHz (Iquique); hoy Radio San Lorenzo, sin relación con RDF media
- 101.1 MHz (Gran Valparaíso); hoy Tele13 Radio.
- 103.3 MHz (Santiago); hoy Tele13 Radio.
- 89.5 MHz (Gran Concepción); hoy Tele13 Radio.
- 92.9 MHz (Puerto Montt); hoy Radio Supersol, sin relación con RDF Media.